# Adesmia quadripinnata
Adesmia quadripinnata es una especie de planta floral del género Adesmia, categorizada en la tribu Dalbergieae, de la familia Fabaceae.

## Distribución
Especie nativa de Chile y Argentina. Crece en el bioma templado.

## Taxonomía
Fue descrita por (Hicken) Burkart y publicada en Darwiniana 12: 131 (1960).